# Stade (distrito)
Stade é um distrito (kreis ou landkreis) da Alemanha localizado no estado de Baixa Saxônia.

## História
O distrito foi criado em 1932 através da união de três antigos distritos: Jork, Kehdingen e Stade.

## Geografia
Os limites do distrito são (a partir do leste, no sentido horário): os distritos de Harburg, Rotenburg e Cuxhaven, o rio Elba e a cidade-estado de Hamburgo.
O distrito está situado na margem sul do rio Elba, entre a cidade de Hamburgo e a foz do rio. Na divisa oeste do distrito está o rio Oste, um pequeno afluente do Elba. A área entre o rio Oste e a cidade de Stade é tradicionalmente chamada de Kehdingen. A região leste de Stade é conhecida como Altes Land (literalmente "Terra Antiga").

## Brasão
| Brasão | O brasão mostra: - um castelo, simbolizando Stade como antiga residência dos condes de Stade; - uma chave, representando o Arcebispado de Bremen, do qual a área do distrito pertenceu no passado; - um cavalo branco, representando o Eleitorado de Hanôver e a Baixa Saxônia. |

## Cidades e municípios
| Cidades                                                          | Samtgemeinden | Samtgemeinden | Samtgemeinden |
| ---------------------------------------------------------------- | --- | --- | --- |
| 1. Buxtehude 2. Stade Municípios (livres) 1. Drochtersen 2. Jork | - 1. Apensen 1. Apensen¹ 2. Beckdorf 3. Sauensiek - 2. Fredenbeck 1. Deinste 2. Fredenbeck¹ 3. Kutenholz - 3. Harsefeld 1. Ahlerstedt 2. Bargstedt 3. Brest 4. Harsefeld¹ | - 4. Himmelpforten 1. Düdenbüttel 2. Engelschoff 3. Großenwörden 4. Hammah 5. Himmelpforten¹ - 5. Horneburg 1. Agathenburg 2. Bliedersdorf 3. Dollern 4. Horneburg¹ 5. Nottensdorf - 6. Lühe 1. Grünendeich 2. Guderhandviertel 3. Hollern-Twielenfleth 4. Mittelnkirchen 5. Neuenkirchen 6. Steinkirchen¹ | - 7. Nordkehdingen 1. Balje 2. Freiburg¹ 3. Krummendeich 4. Oederquart 5. Wischhafen - 8. Oldendorf 1. Burweg 2. Estorf 3. Heinbockel 4. Kranenburg 5. Oldendorf¹ |
|                                                                  | ¹sede do Samtgemeinde | | |
|                                                                  | | | |